# Heredeiros da Crus
Heredeiros da Crus är ett galicisk rockband bildat i Ribeira 1992. Gruppen kännetecknas av användningen av dialekt-fonetiska varianter av galiciska, gheada och seseo, i deras mest populära låter.  

## Diskografi

### Album
- 1994 – A cuadrilla de Pepa a loba (Xurelo Roxo, BOA)
- 1995 – ¡¡Está que te cajas!! (Xurelo Roxo)
- 1997 – Des Minutos (BOA)
- 1999 – Erecsiones munisipales (Grupo Salvaje)
- 2001 – Recambios Tucho ()
- 2004 – Chicarrón (Phonos)
- 2013 – Jard rock con fe (Airapro)
- 2019 – Derretidos (Altafonte)